# Ханенко, Николай Данилович
Никола́й Дани́лович Хане́нко (укр. Микола Ханенко; 30 ноября 1691 — 27 января 1760) — генеральный хорунжий Войска Запорожского, известный мемуарист.
В 1719—1754 гг. вёл дневник, в котором описал взаимоотношения украинской старшины с царским двором, дал характеристику многих лиц из гетманского окружения, описал важнейшие события внутренней жизни Украины, показал нравы современного ему общества. Дневник Ханенко является ценным источником по истории Украины 1-й половины XVIII века.

## Биография
Отец Николая Даниловича был наказным лубенским полковником во время похода русского войска под начальством Шереметьева на низовья Днепра и в 1697 году убит при осаде Кизикерменя. После смерти отца и еще ранее потеряв мать, Ханенко воспитывался у её отца, а своего деда Ивана Ломиковского. Учился он сперва в Киево-Могилянской коллегии, где в числе его наставников был Феофан Прокопович. Окончил обучение около 1709 года во Львовской академии. В 1710 году Ханенко поступил на военную службу и в 1711 году участвовал в походе, имевшем целью разорение нижнеднепровских городов.
После того он служил в генеральной канцелярии, причём с 1717 года состоял канцеляристом при гетмане Скоропадском, а в 1721 году получил звание «реента», или старшего канцеляриста и, пользуясь у гетмана большим доверием, исполнял различные его поручения. Еще в 1719 году Ханенко начал вести для памяти повседневные записки, которые продолжал до 1754 года. Когда гетман в 1722 году отправился в Москву поздравить императора Петра Великого с заключением Ништадтского мира и кстати добиться некоторых льгот для Малороссии, Ханенко сопровождал его и в течение полугода вел особый дневник.
Поездка гетмана была очень неудачна по результатам: учреждена была Малороссийская коллегия, и престарелый гетман с горя скончался. С письмами об этом к императору, бывшему тогда в Дербентском походе, генеральная старшина и полковники отправили Ханенко. После возвращения Ханенко стал близким человеком к наказному гетману Полуботку и за службы получил от него две деревни; а когда возникшее ходатайство старшины о выборе нового гетмана не было уважено и ссоры её с председателем коллегии Вельяминовым привели, по возвращении Петра Великого из похода в Санкт-Петербург, к вызову туда гетмана и старшин, то Полуботок ранее отправил депутацию с просьбой об избрании гетмана, и в ней участвовал Ханенко; им же составлена была и мемория, как встретить в Малороссии Румянцова, посланного на ревизию.
При аресте Полуботка и старшин арестован был и Ханенко, а когда при восшествии на престол императрицы Екатерины малороссийские узники были освобождены, но все же должны были еще жить в Петербурге, Ханенко стал учителем в гарнизонной школе и затем нашел себе в Петербурге протекцию, так что даже не потерял данных ему Полуботком деревень. Вскоре по возвращении на родину Ханенко в 1727 году был послан коллегией с разными поручениями снова в Петербург, где был во время смерти императрицы Екатерины, вступления на престол императора Петра II и падения князя Меншикова, а из Петербурга был назначен тогда стародубским судьею.
В последующие годы Ханенко еще не раз приходилось бывать в Петербурге — так, в 1728 году он сопровождал новоизбранного гетмана Апостола, ездившего благодарить императора; в конце 1729 года, Ханенко при гетмане же отправился на свадьбу государя, присутствовал при его похоронах, вступлении на престол императрицы Анны и её коронации; очень долго проживал он в Петербурге по разным делам в 1732—1733 гг.; видимо он считался специалистом в сношениях с петербургскими дельцами. С 1736 по 1739 год Ханенко исполнял различные военные поручения, участвуя не без чести в походах против турок, причём в 1738 году был повышен сперва в стародубские полковые обозные, потом в генеральные бунчужные, а в 1739 году служил «за полковника». По окончании турецкой войны Ханенко в 1740 году был определен членом генерального суда, а в 1741 году генеральным хорунжим, и в этом звании пробыл до самой смерти, почти 20 лет, исполняя в то же время отдельные и немаловажные поручения; так, он был членом комиссии для составления свода малороссийских законов, ему же была поручена забота об исправлении дорог, постройке дворцов и пр. во время путешествия в Малороссию императрицы Елизаветы. В начале 1745 года Ханенко снова ездил в Петербург; затем он участвовал в депутации, присутствовавшей при бракосочетании наследника престола и тогда же просившей о восстановлении гетманства. Хлопоты депутации привели к положительному результату лишь через пять лет, когда явилась возможность устроить избрание в гетманы К. Г. Разумовского, и в течение всего этого времени Ханенко не возвращался на родину. Потом он и еще раз довольно долго жил по делам в Петербурге в 1750—1751 гг. Последние годы Ханенко провел в Глухове, среди генеральной старшины, пользуясь большим значением. И к гетману Разумовскому он стал так же близко, как и к его предшественникам, и получил от него в награду за службу немало деревень; гетман имел в виду доставить Ханенко один из более важных малороссийских чинов, но не успел — 27 января 1760 г. Ханенко умер в Глухове.
Наследникам своим он оставил огромные имения в разных уездах Черниговской и частью Полтавской губернии, как полученные от предков, так и приобретенные лично им в награду за службы.

## Литературное наследие
Из дневников и переписки Ханенко видно, что это был человек умный и для своего времени образованный. Например, он настолько хорошо знал латинский язык, что писал по-латыни письма к Бидло и Блюментросту; постоянно приобретал латинские сочинения. Воспитанный на началах современного ему южнорусского образования, Ханенко умел ценить и западноевропейскую культуру, поэтому и посылал сыновей учиться за границу или к петербургским немцам. Опытный и ловкий делец, Ханенко умел стать близким ко всем высокопоставленным и влиятельным лицам, с которыми ему приходилось сталкиваться, и из этой близости извлекал для себя немало пользы.
В своих дневниках он предстаёт и умелым хозяином, видно также, что он был человек религиозный, но вместе с тем он был не чужд и обычных у малороссов того времени недостатков: ссорился с соседями, любил поиграть в карты, мог напиться пьяным и во хмелю подраться. Главный интерес возбуждает к себе Ханенко своими сочинениями: «Диариум», или журнал, веденный им с 1 января по 5 июля 1722 года, и «Партикулярный журнал», или для памяти повседневная записка, веденная с 9 ноября 1719 года по 29 января 1754 года, от которой, к сожалению, сохранились лишь дневники с 3 февраля 1727 года по 6 декабря 1733 года, с 1 января 1742 года по 21 декабря 1749 года и с 5 октября 1752 по 13 октября 1753 года, да и то не без пропусков. Дневники эти могут служить, наравне с записками Якова Марковича, превосходным источником для знакомства с жизнью Малороссии в то время, когда она, вследствие сближения с Россией, стала усваивать себе новую западноевропейскую культуру, главным проводником которой был Петербург или, вернее, придворная его среда.
Частое пребывание Ханенко в Петербурге и посещение им самых разнообразных придворных лиц дали ему возможность внести в свой дневник массу указаний о них, особенно о малороссах, которых было так много в Петербурге при императрице Елизавете; притом Ханенко был внимательным наблюдателем, только он, как и все подобные авторы записок, не всегда заносил в них то, что заслуживало бы упоминания, или заносил чересчур осторожно, зная что излишняя откровенность даже в дневнике может не повести к добру. Поэтому дневники Ханенко несколько сухи; но все же историк, изучающий XVIII век, найдет в них немало ценных указаний. Дневник за 1722 год напечатан О. М. Бодянским в «Чтен. Общ. Ист. и Древн.», 1858 г., кн. I, смесь; дневники за 1727—1753 гг. — А. М. Лазаревским в приложении к «Киевской Старине», 1884—1886 гг. и отдельным оттиском. В приложении к изданию Лазаревского («Киевск. Стар.», 1886, кн. 12) напечатано и духовное завещание Н. Д. Ханенко. Затем сохранилась еще «О службах сказка», составленная Ханенко в 1755 г. и напечатанная А. И. Ханенко в «Черниг. губ. ведомостях», 1852 г., и переписка еще не вполне опубликованная; часть её тоже была напечатана А. И. Ханенком вместе с сказкою, часть же в извлечениях О. М. Бодянским в предисловии к «Диариуму».
Средний сын его Василий воспитывался за границей и окончил университет в Киле. Ханенко написал ему интересное по тому времени наставление, под названием: «Сыну моему Василию Ханенко увещание». Ханенко принадлежит к числу просвещенных и образованных людей своего времени. Сохранились отрывки из его переписки с сыном, когда последний был за границей («Черниговские Губернские Ведомости», 1852) и, кроме того, два дневника. Один напечатан О. М. Бодянским в «Чтениях в Обществе Истории и Древностей» 1858 г., книга I, под заглавием «Диариум, или Журнал», то есть «повседневная записка случающихся при дворе… гетмана оказий и церемоний, також и в канцелярии войсковой отправуемых дел» и т. д.; другой — А. М. Лазаревским в «Киевской Старине» 1884 г., под заглавием: «Дневник генерального хорунжего Николая Ханенко, 1727—1753 г.». Последний дневник неполон. Некоторые дополнения к нему сделаны А. Титовым в «Киевской Старине», 1896, том 54. Оба дневника Ханенко являются одним из важнейших источников для изучения внутреннего быта Малороссии в XVIII веке.